# Кульминация (литература)
Кульмина́ция (от лат. culmen — «вершина») в литературном произведении — наиболее напряжённый момент в развитии действия, решающий, переломный момент во взаимоотношениях, столкновениях литературных героев или между героем и обстоятельствами. В кульминации раскрывается острота конфликта, описанного в сюжете произведения. Кульминация лучше всего обнаруживается в произведениях эпических и драматических жанров, например, в рассказе Я. Коласа «Молодой дубок» кульминацией является сцена признания Андрея Плеха лесничему о краже в барском лесу.
В новелле кульминация обычно перенесена ближе к финалу и представляет собой контрастную ситуацию в отношениях к неожиданной развязке; в романе или драме развязка после кульминации происходит постепенно.
В произведениях большой формы каждая сюжетная линия имеет свою кульминацию.